# Selección de baloncesto sub-16 de Venezuela
La Selección de baloncesto sub-16 de Venezuela es un equipo nacional de baloncesto de Venezuela, administrado por la Federación Venezolana de Baloncesto. Representa al país en competiciones internacionales de baloncesto sub-16.